# Ambillou
Ambillou é uma comuna francesa na região administrativa do Centro, no departamento Indre-et-Loire. Estende-se por uma área de 49,36 km². Em 2010 a comuna tinha 1 779 habitantes (densidade: 36 hab./km²).